# Droga wojewódzka nr 153
Droga wojewódzka nr 153 (DW153) – droga wojewódzka w województwie  wielkopolskim, o długości 21 km. Arteria łączy wioskę Siedlisko przez Ciszkowo z Lubaszem.
W ciągu drogi znajduje się całoroczna przeprawa promowa przez Noteć, o maksymalnej nośności 7 ton. Prom kursuje według określonego harmonogramu, a jego operatorem jest Wielkopolski Zarząd Dróg Wojewódzkich w Poznaniu.
| Dni        | Godziny     | Częstotliwość | Uwagi |
| ---------- | ----------- | ------------- | --- |
| pon. – pt. | 08:00–17:00 | co 15 minut   | w czasie sianokosów (od czerwca do września) przez trzy okresy po 14 dni od pon. do sob. w godz. 08:00–21:00 |

## Miejscowości przy trasie
- Siedlisko
- Runowo
- Gajewo
- Ciszkowo
- Goraj
- Lubasz